# جوزيف جوليان سوريا
جوزيف جوليان سوريا (بالإنجليزية: Joseph Julian Soria)‏ هو ممثل أمريكي بدأ مسيرته الفنية عام 2004.

## الأعمال
- التطهير: عام الانتخابات
- الدرع
- إن سي آي إس
- بونز
- اكذب علي
- أبناء الفوضى
- ديكستر
- سي إس آي: ميامي
- خارق للطبيعة

## وصلات خارجية
- جوزيف جوليان سوريا على موقع IMDb (الإنجليزية)
- جوزيف جوليان سوريا على موقع قاعدة بيانات الفيلم (الإنجليزية)